# Szwajcarska Formuła 3 Sezon 1979
Szwajcarska Formuła 3 Sezon 1979 – drugi sezon Szwajcarskiej Formuły 3.

## Kalendarz wyścigów
| Runda | Data        | Tor              | Pole position | Najszybsze okrążenie | Zwycięzca (kierowcy) | Zwycięzca (zespoły) |
| ----- | ----------- | ---------------- | ------------- | -------------------- | -------------------- | ------------------- |
| 1     | 1 kwietnia  | Le Castellet     | ?             | ?                    | Beat Blatter         | Sauber Racing       |
| 2     | 15 kwietnia | Prenois          | ?             | ?                    | Beat Blatter         | Sauber Racing       |
| 3     | 29 kwietnia | Hockenheim       | ?             | ?                    | Beat Blatter         | Sauber Racing       |
| 4     | 20 maja     | Monza            | ?             | ?                    | Beat Blatter         | Sauber Racing       |
| 5     | 3 czerwca   | Misano Adriatico | ?             | ?                    | Beat Blatter         | Sauber Racing       |
| 6     | 15 lipca    | Hockenheim       | ?             | ?                    | Beat Blatter         | Sauber Racing       |

## Klasyfikacja kierowców
| Legenda oznaczeń w tabelach wyników Wyświetl szablon na nowej stronie | Legenda oznaczeń w tabelach wyników Wyświetl szablon na nowej stronie                                                                     |
| Oznaczenie                                                            | Wyjaśnienie |
| --------------------------------------------------------------------- | --- |
| Złoty                                                                 | Zwycięzca lub mistrzostwo |
| Srebrny                                                               | 2. miejsce lub wicemistrzostwo |
| Brązowy                                                               | 3. miejsce lub II wicemistrzostwo |
| Zielony                                                               | Ukończył, punktował (w klasyfikacji generalnej, gdy zdobył co najmniej jeden punkt na przestrzeni sezonu, poza trzema powyższymi opcjami) |
| Niebieski                                                             | Ukończył, nie punktował (w klasyfikacji generalnej, gdy nie zdobył co najmniej jednego punktu na przestrzeni sezonu)                      |
| Czerwony                                                              | Nie zakwalifikował się (NZ) |
| Czerwony                                                              | Nie prekwalifikował się (NPK) |
| Różowy                                                                | Nie ukończył (NU) |
| Różowy                                                                | Niesklasyfikowany (NS) (w klasyfikacji generalnej, gdy nie został sklasyfikowany w żadnym wyścigu sezonu)                                 |
| Czarny                                                                | Zdyskwalifikowany (DK) |
| Czarny                                                                | Wykluczony (WYK/EX) |
| Biały                                                                 | Nie wystartował (NW) |
| Biały                                                                 | Kontuzjowany (K/INJ) |
| Biały                                                                 | Wyścig odwołany (OD/C) |
| Bez koloru                                                            | Został wycofany (WYC/WD) |
| Bez koloru                                                            | Nie przybył (NP/DNA) |
| Bez koloru                                                            | Nie brał udziału w treningach (NT/DNP) |
| Bez koloru                                                            | Nie został zgłoszony (–) |
| Pogrubienie                                                           | Start z pole position |
| Kursywa                                                               | Najszybsze okrążenie wyścigu |
| †                                                                     | Nie ukończył, ale jego rezultat został zaliczony ze względu na przejechanie więcej niż 90% dystansu wyścigu.                              |
| *                                                                     | Sezon w trakcie |
| 1/2/3                                                                 | Punktowana pozycja w sprincie kwalifikacyjnym                                                                                             |
| Lista systemów punktacji Formuły 1                                    | |

| Poz. | Kierowca           | Zespół                | PRI | DIJ | HOC | MON | SAN | HOC | Punkty |
| ---- | ------------------ | --------------------- | --- | --- | --- | --- | --- | --- | ------ |
| 1    | Beat Blatter       | Sauber Racing         | 1   | 1   | 1   | 1   | 1   | 1   | 170    |
| 2    | Edy Kobelt         | Sauber Racing         | 4   | 3   | 5   | 2   | 2   | ?   | 136    |
| 3    | Louis Maulini      | Louis Maulini         | 2   | 2   | 6   | 6   | 3   | ?   | 127    |
| 4    | Max Welti          | Sauber Racing         | ?   | 3   | 3   | 10  | 6   | ?   | 104    |
| 5    | Armin Conrad       | Formel Rennsport Club | 8   | 5   | 4   | 4   | 4   | ?   | 102    |
| 6    | Hanspeter Stoll    |                       | 5   | ?   | ?   | 7   | ?   | ?   | 50     |
| 7    | Philipp Müller     | Formel Rennsport Club | 3   | 6   | 2   | 3   | 5   | ?   | 45     |
| 8    | Urs Dudler         | Bose HiFi Racing Team | 9   | 9   | ?   | ?   | 8   | ?   | 35     |
| 9    | Roland Bitterlin   | Roland Bitterlin      | 10  | 7   | ?   | ?   | ?   | ?   | 34     |
| 10   | Jean-Pierre Rochat |                       | ?   | 10  | 7   | 9   | ?   | ?   | 13     |
|      | Jo Zeller          | Formel Rennsport Club | ?   | ?   | ?   | 5   | ?   | ?   |        |
|      | Renato Dotta       | Renato Dotta          | 6   | ?   | ?   | ?   | ?   | ?   |        |
|      | Bruno Huber        | Formel Rennsport Club | ?   | 8   | 9   | ?   | 7   | ?   |        |
|      | Walo Schibler      |                       | 7   | ?   | ?   | ?   | ?   | ?   |        |
|      | Fritz Straumann    |                       | ?   | ?   | 8   | ?   | ?   | ?   |        |
|      | Fredy Schnarwiler  | Formel Rennsport Club | ?   | ?   | ?   | 8   | ?   | ?   |        |
|      | Bruno Eichmann     | Lista Racing Team     | ?   | ?   | 10  | ?   | ?   | ?   |        |